# عثمان باي بن محمد الكبير باي
عثمان باي بن محمد الكبير باي هو باي قسنطينة وحاكم بايلك الشرق ضمن أيالة الجزائر في العهد العثماني. امتد حكمه بين سنتي 1803 و1804 ليخلفه فيما بعد عبد الله خوجة بن إسماعيل باي.